# Styloptocuma longisipho
Styloptocuma longisipho är en kräftdjursart som beskrevs av Jones 1984. Styloptocuma longisipho ingår i släktet Styloptocuma och familjen Nannastacidae.
Artens utbredningsområde är Biscayabukten. Inga underarter finns listade i Catalogue of Life.